# Roland (công ty)
Roland (ローランド株式会社, Rōrando Kabushiki Kaisha) là một nhà sản xuất nhạc cụ điện tử, các thiết bị điện tử và phần mềm của Nhật Bản. Công ty được thành lập tại Osaka vào ngày 18 tháng 4 năm 1972 bởi Ikutaro Kakehashi với số vốn 33 triệu Yên. Năm 2005, trụ sở của Roland được chuyển tới Hamamatsu thuộc tỉnh Shizuoka. Ngày nay, công ty có các nhà máy đặt tại Nhật Bản, Hoa Kỳ, Ý và Đài Loan.